# Добровка (Алтайский край)
Добровка — село в Алтайском крае России. Входит в городской округ город Славгород.

## История
Основано в 1908 году. В 1928 году посёлок Добрый состоял из 37 хозяйств. Являлся центром Добровского сельсовета Знаменского района Славгородского округа Сибирского края.

## Население
В 1928 году в посёлке проживало 207 человек (109 мужчин и 98 женщин), основное население — украинцы.
| 1997 | 1998 | 1999 | 2000 | 2001 | 2002 | 2003 |
| ---- | ---- | ---- | ---- | ---- | ---- | ---- |
| 128  | →128 | ↘115 | ↗123 | ↗124 | ↘110 | ↘101 |
| 2004 | 2005 | 2006 | 2007 | 2008 | 2009 | 2010 |
| ↘90  | ↘82  | ↗83  | ↘77  | ↘61  | ↘58  | ↘52  |
| 2011 | 2012 | 2013 |      |      |      |      |
| ↘49  | ↘42  | ↘32  |      |      |      |      |